# Edmund Rezler
Edmund Rezler (Rösler, Rözler) pseud. radiowy Józef Rosławski (ur. 16 marca 1906 w Moszczenicy, zm. 20 lipca 1958 w Warszawie) – polski pianista, kompozytor, pedagog, działacz kultury.

## Życiorys
Urodził się 16 marca 1906 we wsi Moszczenica w powiecie piotrkowskim. Był synem Edmunda, mistrza tkackiego ze Zduńskiej Woli i Huldy z Ehrentrautów (Ohrentrautów) - Niemców, którzy w drugiej połowie XIX w. przybyli na ziemie polskie. Jego młodszymi braćmi byli: Alfons i Arnold Rezler. Wychowywał się w atmosferze rodzinnego muzykowania. Do szkoły powszechnej i gimnazjum uczęszczał w Zduńskiej Woli.
W latach 1924-1927 studiował w Konserwatorium Muzycznym Heleny Kijeńskiej w Łodzi, uzyskując dyplom pedagogiczny w klasie fortepianu. W latach 1927–1928 odbył służbę wojskową w Szkole Podchorążych Rezerwy Piechoty w Tomaszowie Mazowieckim, a następnie studiował w Państwowym Konserwatorium Muzycznym w Poznaniu (1928-1930), uzyskując dyplom wirtuoza w klasie fortepianu. W czasie studiów występował jako pianista i akompaniator w kwintecie fortepianowym Rezlerów.
Po studiach, w 1930 został nauczycielem przedmiotów teoretycznych oraz fortepianu w Miejskim Konserwatorium Muzycznym w Bydgoszczy. Występował na koncertach i wieczorkach muzycznych urządzanych przez działające przy Konserwatorium Collegium Musicum (1932-1939). Był członkiem Bydgoskiego Towarzystwa Muzycznego i występował na organizowanych przez nie koncertach. Działał w Polskim Związku Zachodnim oraz Radzie Artystyczno-Kulturalnej.
Po wybuchu II wojny światowej brał udział w działaniach militarnych kampanii wrześniowej.  Następnie przebywał na emigracji na Węgrzech i w Rumunii. Koncertował w obozach i środowiskach polskich żołnierzy i uchodźców. Pracował również jako prywatny nauczyciel muzyki w Cluj w Rumunii.
W 1946 powrócił do Bydgoszczy. Od sierpnia 1946 do grudnia 1949 pracował jako kierownik muzyczny, a później aż do przeniesienia do Warszawy w 1954, jako kierownik sekcji koordynacyjnej programów muzycznych Pomorskiej Rozgłośni Polskiego Radia w Bydgoszczy. Równocześnie w latach 1946-1954 uczył w Państwowym Liceum Muzycznym. Aktywnie uczestniczył w życiu muzycznym Bydgoszczy. Od 1947 był doradcą artystycznym w Towarzystwie Muzycznym. Popularnością wśród bydgoszczan cieszyły się jego recitale. Został przewodniczącym Komisji Programowej Pomorskiej Orkiestry Symfonicznej, w której od 1947 występował jako solista.
W 1948 w Warszawie akompaniował śpiewaczce Oldze Ładzie podczas prawykonania pieśni na sopran i fortepian Oto jest noc skomponowanej rok wcześniej przez Grażynę Bacewicz.
1 lutego 1954 przeniesiono go służbowo do Warszawy, gdzie został redaktorem odpowiedzialnym Redakcji Muzyki Poważnej w Zespole Programu Krajowego Polskiego Radia. Wygłaszał w radiu pogadanki popularyzujące muzykę oraz czynnie uczestniczył w szkoleniu młodych kadr radiowych. 
Był autorem wielu kompozycji z zakresu muzyki rozrywkowej. Komponował m.in. piosenki żołnierskie oraz muzykę do słuchowisk radiowych. Do najpopularniejszych jego utworów należały: „Kaprys”, „Marsz”, „Marsz groteskowy”, „Walc sentymentalny”.
Od grudnia 1946 był członkiem Polskiej Partii Socjalistycznej. Pełnił funkcję przewodniczącego Koła PPS w Polskim Radio. Po zjednoczeniu PPR i PPS w 1948 został członkiem Polskiej Zjednoczonej Partii Robotniczej.
W 1957 w związku z pogłębiającą się chorobą nowotworową krtani wycofał się z czynnego życia zawodowego. Zmarł 20 lipca 1958 w Warszawie. Został pochowany na cmentarzu Powązkowskim (kwatera 154c-3-17).

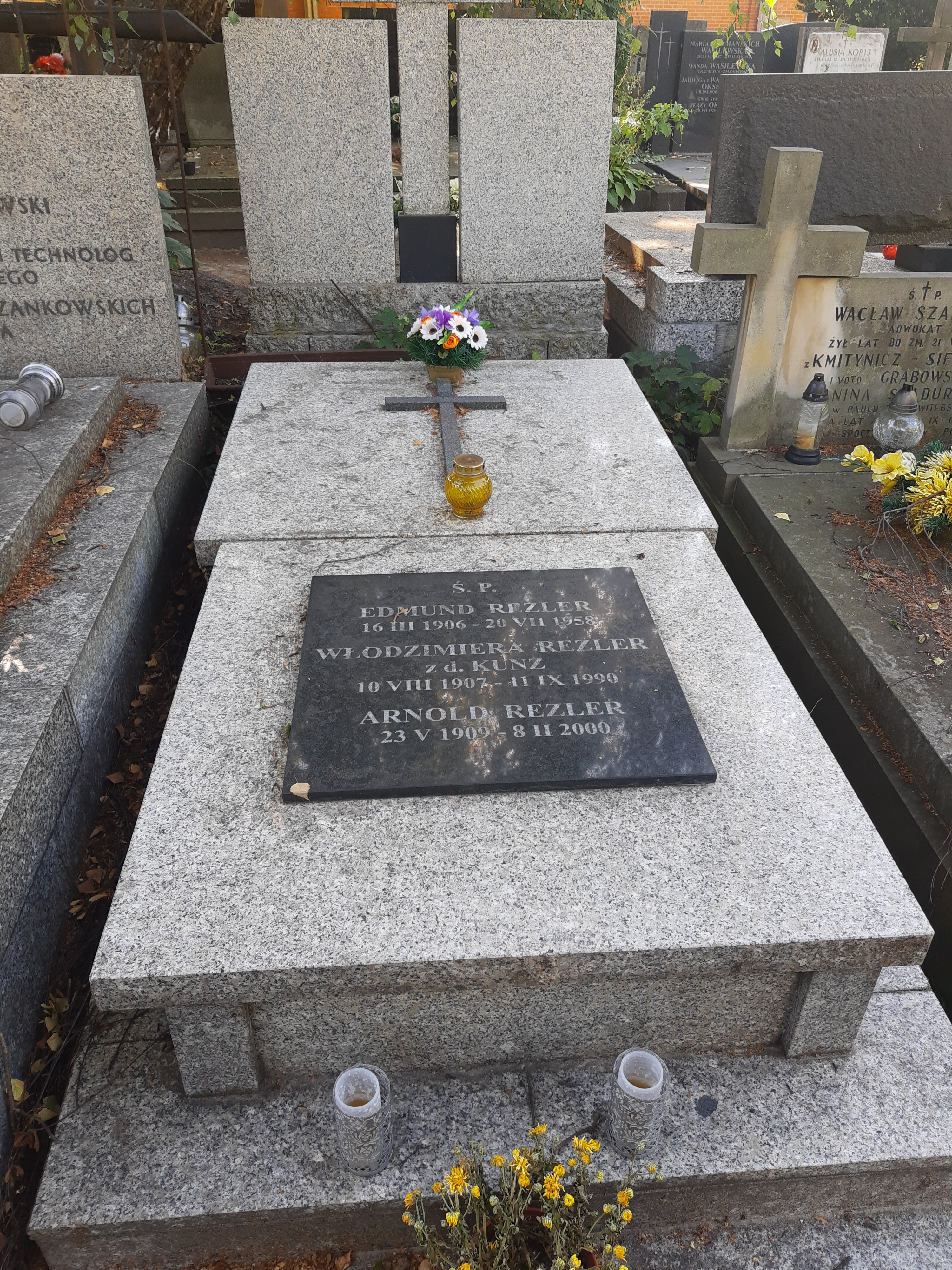
Grób Edmunda Rezlera na Starych Powązkach

Edmund Rezler był żonaty z Węgierką Ewą Buzdą. Nie miał potomstwa.

## Odznaczenia
- Medal 10-lecia Polski Ludowej (1955)[3]